# Consolida pubescens
Consolida pubescens  es una especie perteneciente a la familia de las ranunculáceas.

## Hábitat
Son naturales del mediterráneo en el norte de África en Marruecos, Argelia y Túnez y en el sur de Europa en España, Italia y Francia donde crece en  sembrados, barbechos y márgenes de caminos.

## Descripción
Es una hierba anual, que suele alcanzar sólo 2-3 dm. Tiene las hojas divididas en segmentos lineares de hasta 1 mm de anchura. Las flores se agrupan en inflorescencias paniculadas. Son de color azul-violáceo, zigomorfas, con el perianto petaloideo, formando un espolón que oscila entre los 12-17 mm. Cuando fructifica forma un único folículo pequeño (1-1’5 cm).

## Taxonomía
Consolida pubescens  fue descrita por (DC.) Soó y publicado en Oesterreichische Botanische Zeitschrift 71: 241, en el año 1922.
Citología
Número de cromosomas de Consolida pubescens (Fam. Ranunculaceae) y táxones infraespecíficos: 2n=16
Etimología
Ver:Consolida
pubescens: epíteto latino que significa "peluda".
Sinonimia
- Consolida loscosii  (Costa) Holub
- Consolida pubescens subsp. loscosii (Costa) Soó
- Consolida pubescens var. loscosii (Costa) P.W.Ball & Heywood
- Delphinium consolida var. loscosii (Costa) Pau
- Delphinium loscosii Costa
- Delphinium nuttallianum Pritz
- Delphinium pubescens subsp. loscosii (Costa) Asch. & Graebn.
- Delphinium pubescens var. loscosii (Costa) Font Quer
- Delphinium pubescens DC. in Lam. & DC.[5]
- Delphinium ambiguum Loisel.
- Delphinium hispanicum Reut. ex Willk. & Lange
- Delphinium orientale Loscos[6]

## Nombres comunes
- Castellano: conejillos de jardín, conejitos, conejitos de jardín, consolida real, consuelda real, espuela, espuela caballera, espuela de caballero, espuela de las mieses, espuela de mieses, espuelas de dama, espuelas de doncella, espuelas de enamorado, espuelas de galán, espuelas del delfín, espuela silvestre, pie de alondra.[5]